# 旧布里尤德
旧布里尤德（法語：Vieille-Brioude，法語發音：[vjɛj bʁijud]）是法国上卢瓦尔省的一个市镇，位于该省西北部，属于布里尤德区和布里尤德南奥弗涅市镇公共社区，其市镇面积为27.7平方公里，2022年1月1日时人口数量为1,245人。
旧布里尤德是布里尤德南奥弗涅市镇公共社区的组成部分，位于布里尤德市区以南，也是布里尤德城市区的一部分。

## 行政
旧布里尤德的邮政编码为43100，INSEE市镇编码为43262。

## 地理

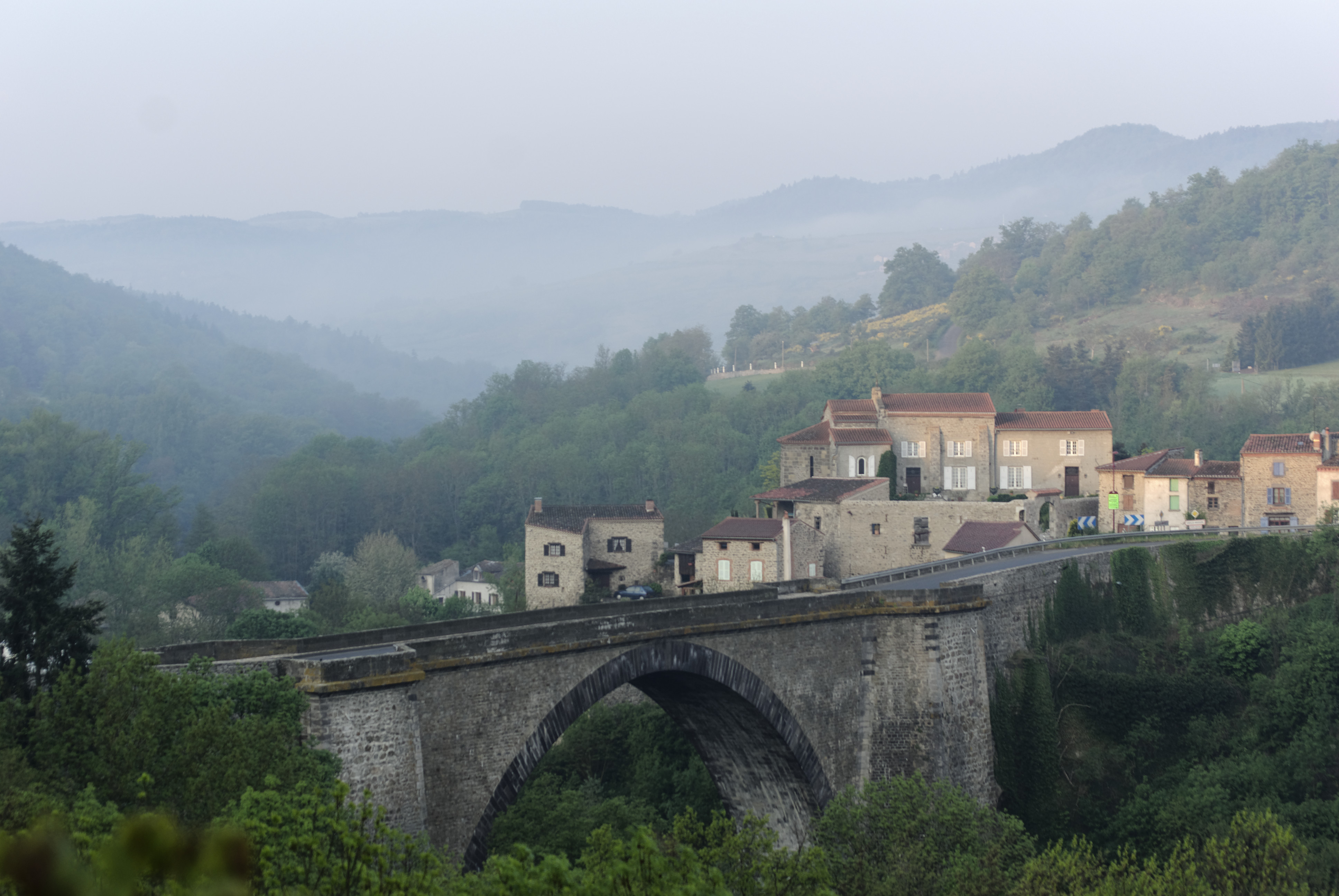
横跨阿列河的桥梁

旧布里尤德（45°15'53"N, 3°24'17"E）位于法国中南部，奥弗涅-罗讷-阿尔卑斯大区西南部和上卢瓦尔省西北部。
与旧布里尤德接壤的市镇包括：布里尤德、拉绍梅特、丰塔讷、拉沃迪约、圣伊尔皮兹、布里尤德附近圣瑞斯特、圣洛朗沙布勒日、圣普里瓦迪德拉贡、阿列新城。
阿列河干流自南向北流经旧布里尤德市中心。境内以丘陵为主，镇中心位于一处河谷之中，全境海拔在425至725米之间。
按照柯本气候分类法，旧布里尤德属于带有温带海洋性特征的山地气候，全年温差较大。

## 历史
旧布里尤德历史上长期为一普通村落，中世纪出现教堂，法国大革命后成为一个市镇。

## 交通
法国国道N102线经过旧布里尤德附近，此外上卢瓦尔省省道D16线、D585线和D912线经过旧布里尤德境内。

## 政治
现任旧布里尤德市长为罗兰-皮埃尔·沙雷龙先生（Roland Pïerre Chareyron）。

## 人口
| 年份   | 1936 | 1946 | 1954 | 1962 | 1968 | 1975 | 1982 | 1990  | 1999  | 2006  | 2011  | 2016  | 2017  |
| ------ | ---- | ---- | ---- | ---- | ---- | ---- | ---- | ----- | ----- | ----- | ----- | ----- | ----- |
| 人口數 | 814  | 689  | 660  | 642  | 600  | 645  | 770  | 1,007 | 1,099 | 1,205 | 1,222 | 1,203 | 1,194 |

## 社会
旧布里尤德足球俱乐部（Vieille-Brioude FC）是当地的一支足球队，2020至2021赛季参加省级足球联赛。

## 景观

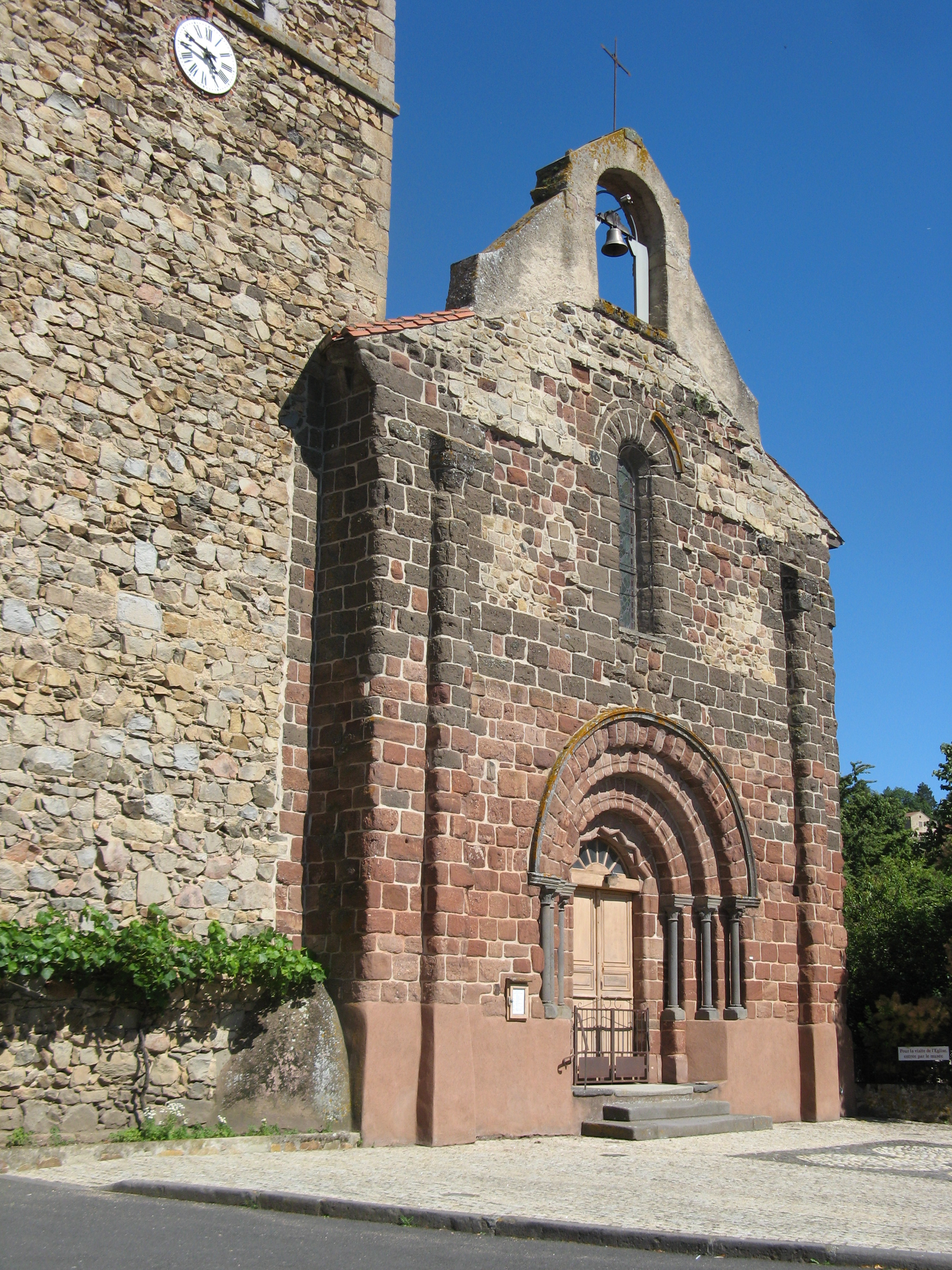
旧布里尤德圣安娜教堂

旧布里尤德圣安娜教堂是当地的主要的历史建筑。

## 友好城市
- 法國 波尔蒂拉涅